# گردگیر دستی

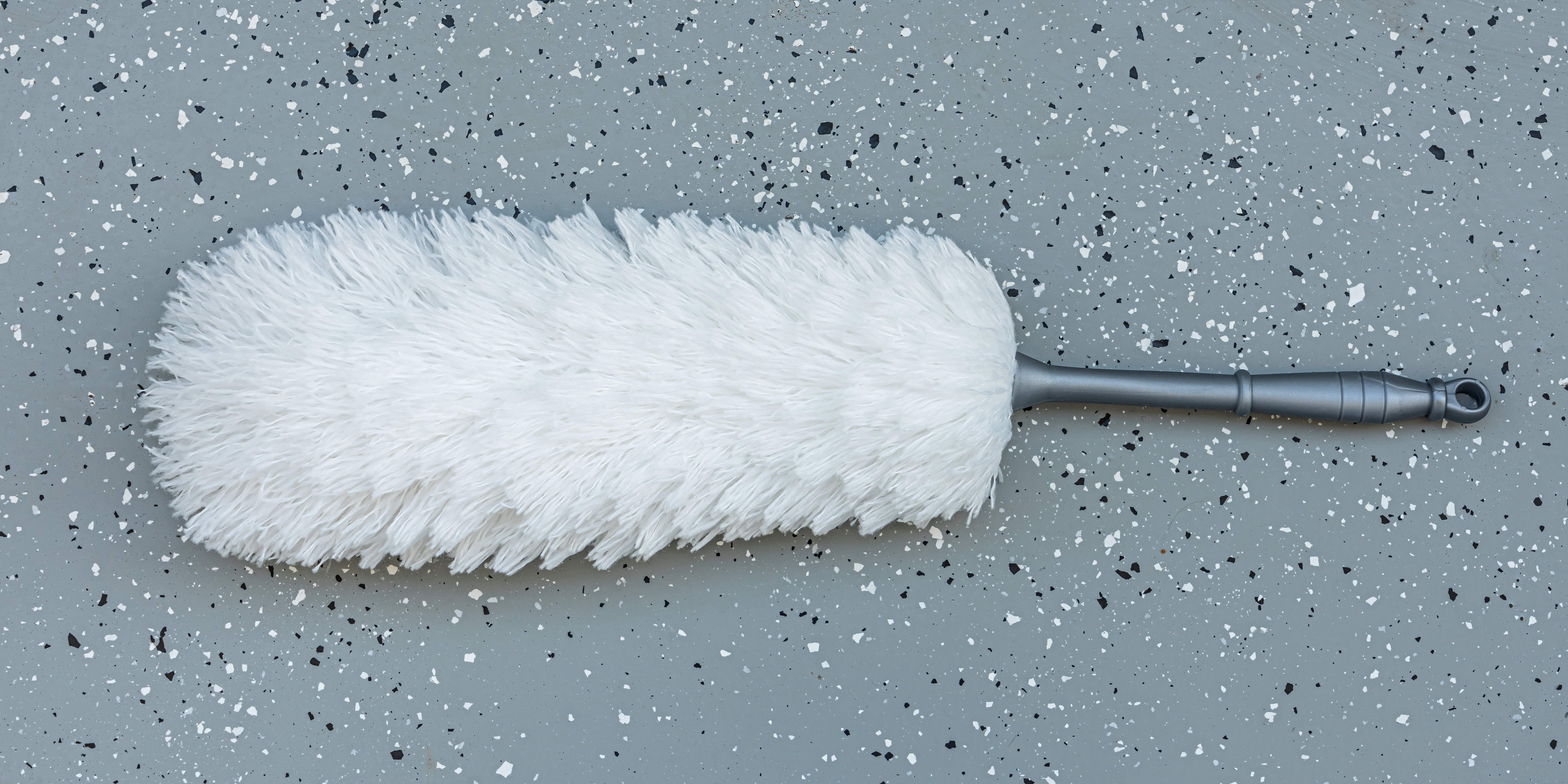

گردگیر دستی یا چوب پَر ابزاری است برای زدودن گرد و غبار از سطوح مختلف. این وسیله دارای دسته‌ای کوچک و معمولاً از جنس چوپ است. از پرهای شترمرغ در این ابزار استفاده شده‌است. نوع مصنوعی این وسیله نیز ساخته شده‌است؛ که هم‌اکنون در محافل و مقابر مقدس استفاده می‌شود.